# Stanislas Loison
Stanislas Loison, né le 4 septembre 1849 à Paris et mort le 25 mars 1916, est un architecte français.

## Biographie

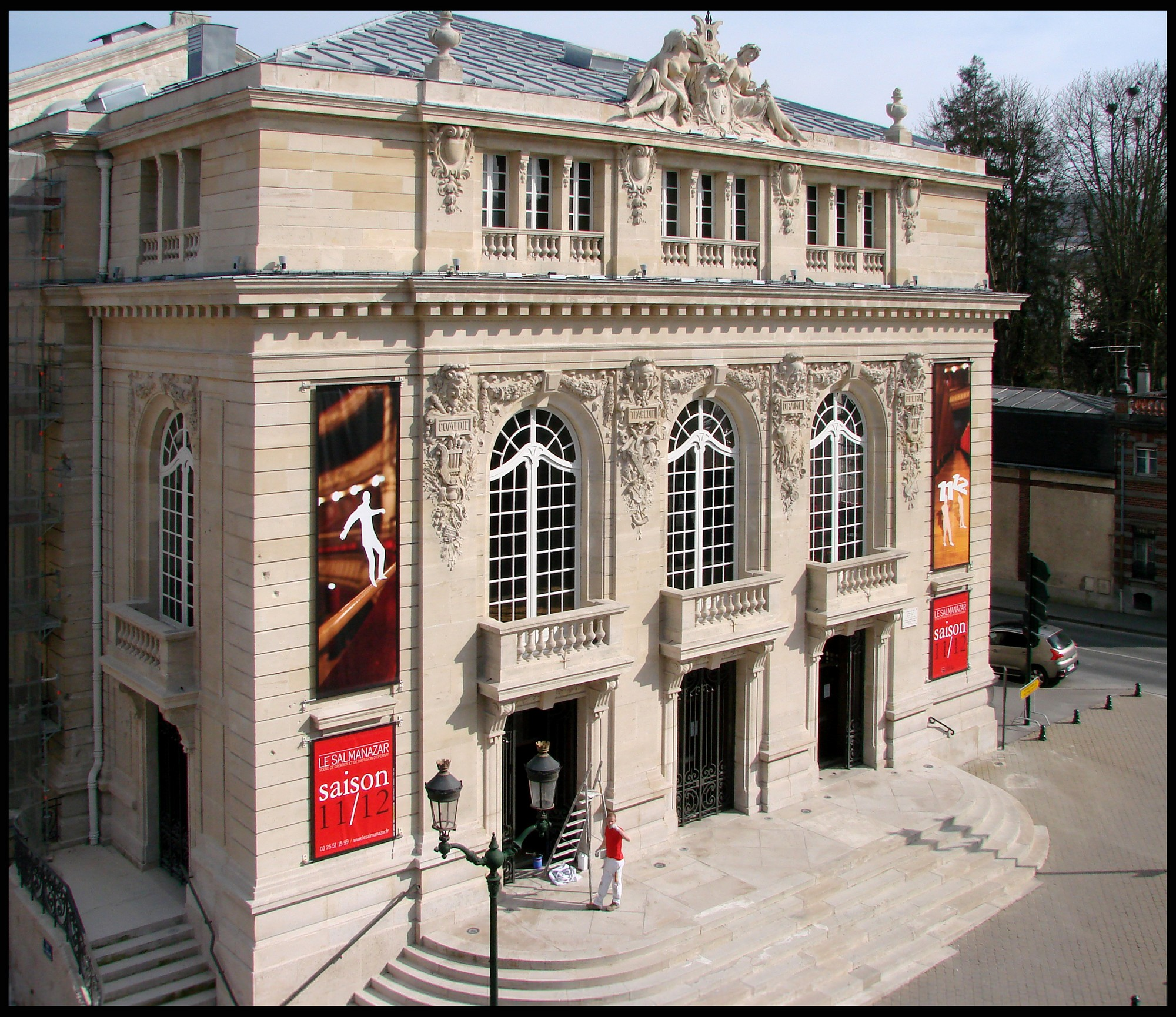
Théâtre Gabrielle-Dorziat à Épernay

Élève de l'école des Beaux-Arts promotion 1869, il œuvre comme inspecteur des travaux du théâtre de la Renaissance, du théâtre des Nouveautés ainsi que du théâtre municipal de Cherbourg.
En 1889, il prend la suite des travaux de Jean-Marie Hardion pour la reconstruction du Grand Théâtre de Tours achevée la même année, réalise en 1893 le théâtre de l'Athénée (anciennement Comédie parisienne) à Paris, participe aux travaux sur le lycée Descartes à Tours de 1894 à 1897 et construit le Théâtre municipal Gabrielle Dorziat.
Plusieurs de ses réalisations sont inscrites ou classées sur la liste des monuments historiques français.